# Goèra
Ne doit pas être confondu avec Gouèra.
Goèra, également orthographié Gouèra, est une localité située dans le département de Bokin de la province du Passoré dans la région Nord au Burkina Faso.

## Géographie
Le village de Goèra se trouve sur la rive gauche du Nakambé. Il est situé à environ 18 km au nord est du centre de Bokin, le chef-lieu du département, à 5 km au nord de Sarma (et de la route nationale 20) et à environ 75 km à l'est de Yako.
En raison de la découverte de gisements d'or, Goèra et le village voisin de Sindri, situé dans le département de Guibaré dans la province du Bam, ont un différend foncier concernant la limite de leurs territoires respectifs, avec un conflit qui remonte à 1971 et oppose deux familles pour la propriété de terres agricoles.

## Santé et éducation
Le centre de soins le plus proche de Goèra est le centre de santé et de promotion sociale (CSPS) de Sarma tandis que le centre médical départemental (CM) est à Bokin et le centre médical avec antenne chirurgicale (CMA) de la province est à Yako.